# Square Monceau
Square Monceau är en återvändsgata i Quartier des Batignolles i Paris sjuttonde arrondissement. Gatans namn kommer av franskans ord för "liten kulle". Square Monceau börjar vid Boulevard des Batignolles 82.

## Omgivningar
- Sainte-Marie des Batignolles
- Saint-Michel des Batignolles
- Impasse Boursault
- Rue Léon-Droux
- Passage Geffroy-Didelot
- Villa Monceau
- Parc Monceau

## Bilder
| - Gatuskylt. |

| - Sainte-Marie des Batignolles. - Saint-Michel des Batignolles. - Parc Monceau med rotundan. |

## Kommunikationer
- Tunnelbana – linje  – Rome
- Tunnelbana – linjerna   – Villiers
- Busshållplats Rome – Batignolles – Paris bussnät
- Busshållplats Villiers – Paris bussnät

### Webbkällor
- ”Square Monceau”. Mairie de Paris. https://web.archive.org/web/20160303191827/http://www.v2asp.paris.fr/commun/v2asp/v2/nomenclature_voies/Voieactu/6347.nom.htm. Läst 6 januari 2024.
- ”Square Monceau (17ème arrondissement)”. Les rues de Paris. https://web.archive.org/web/20160409115344/http://www.parisrues.com/rues08/paris-08-parc-monceau.html. Läst 6 januari 2024.